# Lasse Svan Hansen
Lasse Svan Hansen (født 31. august 1983 i Faxe) er en tidligere dansk håndboldspiller, der afsluttede lange karriere I SG Flensburg-Handewitt i den tyske Bundesliga.
Han vandt DM-guld med GOG Svendborg TGI i 2004 og 2007. I SG Flensburg-Handewitt har han vundet alt i Tyskland og Europa; blandt andet to tyske mesterskaber og et Champions League-trofæ, som han vandt i 2014.
I august 2022 annoncerede den norsk-ejede e-sport-organisation Heroic en et-årig kontrakt med Lasse Svan som mentaltræner for organisationens hold i Counter-Strike: Global Offensive.

## Landshold
Han fik debut på det danske A-landshold den 28. oktober 2003.
Med landsholdet har Svan vundet flere internationale mesterskaber: EM 2012, OL 2016 samt VM 2019 og 2021.
Ved VM 2021 i Egypten rundede Lasse Svan landskamp nummer 225.
Han nåede at spille 246 kampe for Danmark, inden han I april 2022, blev fejret I Royal Arena, hvor han spillede sin sidste kamp mod Polen.

## Privatliv
Han er gift med Sara Jemon Svan, og parret har to børn, Marie og Benjamin.